# Кулдигский кирпичный мост
Ку́лдигский кирпичный мост (латыш. Kuldīgas ķieģeļu tilts) — арочный мост через реку Вента в Кулдиге, Латвия. Один из символов города. Расположен примерно в 200 м вниз по течению от водопада Вентас румба и является продолжением автодорог P108 и P120 (улица Стендес). Является вторым по длине среди мостов с кирпичными сводами в Латвии и третьим в Европе.

## История

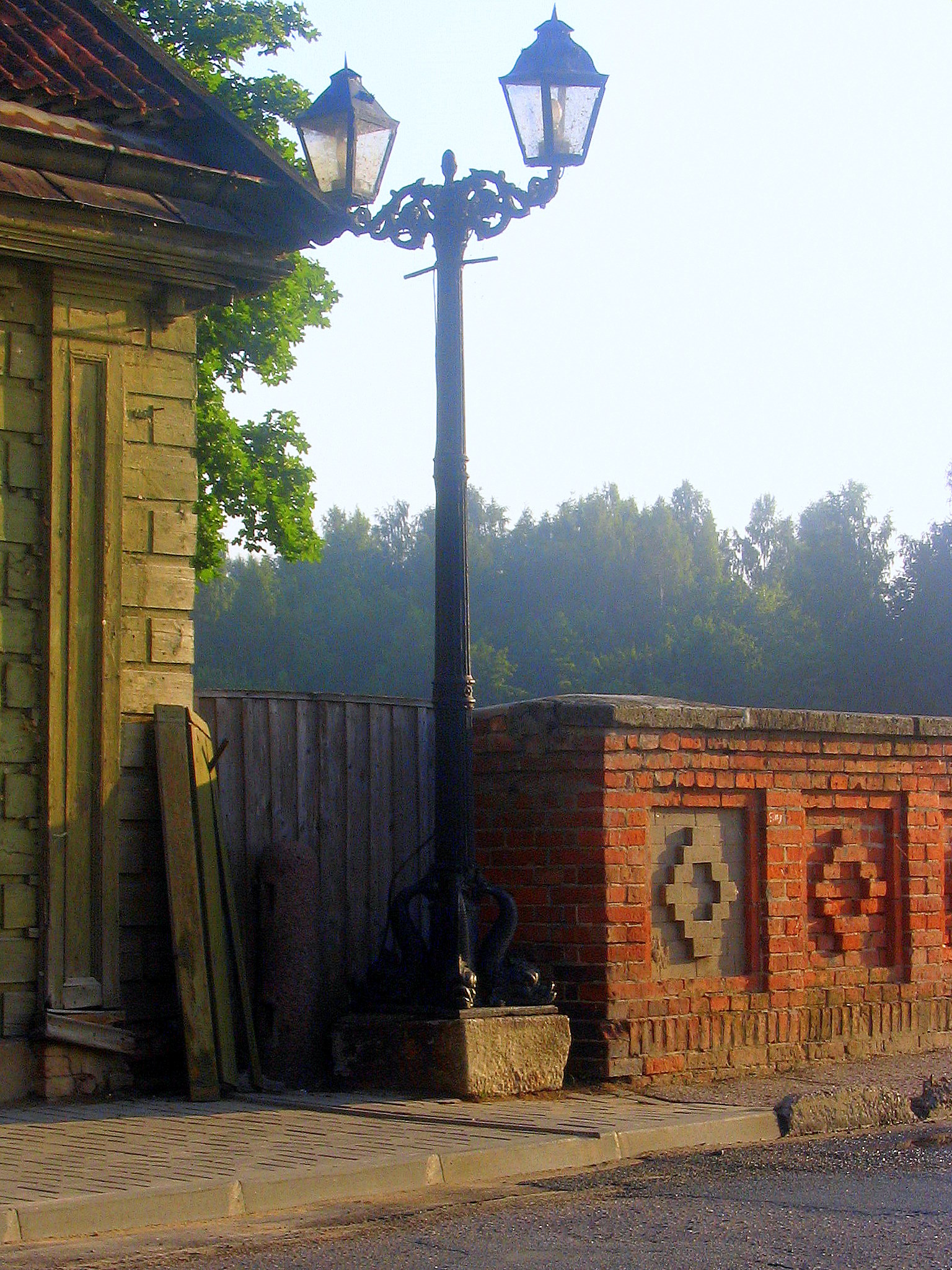
Фонарь на Кулдигском мосту

Мост был построен в 1873—1874 годах по дорожным стандартам XIX века и обошёлся в большую по тем временам сумму — 120 тысяч рублей. Мост длиной 164 м с семью пролётами со сводами из кирпичной кладки и опорами на валунах был не только самым большим и самым роскошным на территории Латвии, но и одним из самых современных в Европе. Мост освещали 6 декоративных фонарей чугунного литья с основаниями в форме рыб. Ширины моста было достаточно, чтобы на нём могли разъехаться две кареты.
Во время Первой мировой войны в 1915 году два пролёта моста на правом берегу были уничтожены. В 1926 году они были восстановлены из железобетона.
В 1958 году булыжная мостовая была покрыта асфальтом.

## Реставрация

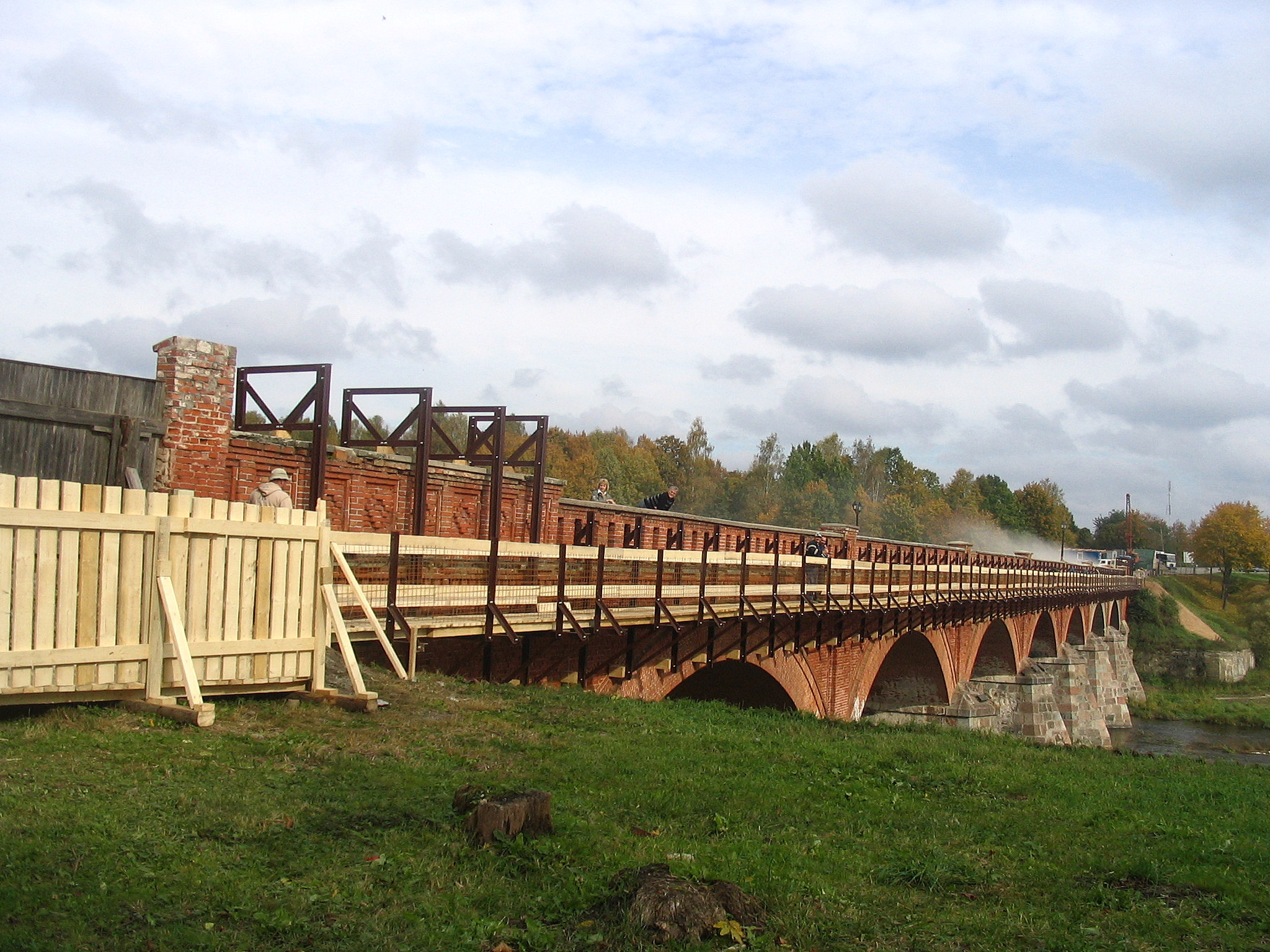
Реставрационные работы на Кулдигском мосту в сентябре 2007 года

С 1998 года Кулдигский мост является памятником архитектуры государственного значения. В августе 2007 года по заказу Кулдигской городской Думы были начаты реставрационные работы. По согласованному проекту была проведена реконструкция строительных конструкций и инженерных коммуникаций для укрепления грузоподъёмности, а также частично восстановлена внешняя отделка моста. 28 августа 2008 года, по завершении реставрационных работ, мост был вновь официально открыт.